# ACET (речовина)
ACET ((S)-1-(2-amino-2-carboxyethyl)-3-(2-carboxy-5-phenylthiophene-3-yl-methyl)-5-methylpyrimidine-2,4-dione) — потужний антагоніст субодиниці GluR5 каїнатного рецептора (ІС50=7nM). Окрім того, виявляє антагоністичні властивості при зв'язуванні з субодиницею GluR6 того ж рецептора, а також з АМРА-, групою І метаботропних глутаматних, та NMDA-рецепторами, але в усіх цих чотирьох випадках значення ІС50 є набагато вищими. Здатна оборотно блокувати індукцію NMDA-рецептор-незалежної довготривалої потенціації нервового сигналу в дослідах in vitro.